# Торо-Ко
Торо-Ко (яп. 塘路湖) — пресноводное эвтрофное озеро на юге восточной части японского острова Хоккайдо. Располагается на территории округа Кусиро в префектуре Хоккайдо. Относится к бассейну реки Кусиро-Гава, впадающей в Тихий океан. C 1987 года входит в состав национального парка Кусиро-Сицугэн (категория МСОП — II).
Озеро морского происхождения, вытянуто в субширотном направлении. Площадь озера составляет 6,3 км². Наибольшая глубина — 6,9 м, достигается в восточной части акватории. Протяжённость береговой линии — 18 км. С восточной стороны впадают реки Арекинай-Гава и Омосиромбецу-Гава. Сток идёт на запад по протоке в реку Кусиро-Гава.